# 黄秋娣
黄秋娣（1976年—），广西隆安人，壮族，中华人民共和国政治人物、第十一届全国人民代表大会广西地区代表。
毕业于广西大学政治经济学专业，是中共党员。担任广西南宁市委统战部副部长、市工商联党组书记。2008年起担任全国人大代表。